# 蘇原瑞穂町
蘇原瑞穂町（そはらみずほちょう）は、岐阜県各務原市の地名。現行行政町名は蘇原瑞穂町一丁目から五丁目。

## 地理
各務原市の蘇原地区に属する。
町域の東部は蘇原吉野町、西部は那加東野町、南部は蘇原花園町、北部は蘇原大島町に接する。
地名はこの地域が稲の栽培地帯であることに因む。
町域には新境川が流れる。
道路
- 県道205号長森各務原線
- 県道93号川島三輪線
- さくら通り
- かえで通り

## 歴史
1968年（昭和43年）8月31日、蘇原大島町の一部、那加前洞町の一部をもって蘇原瑞穂町が成立。

## 世帯数と人口
2024年（令和6年）10月1日現在の世帯数と人口は以下の通りである。
| 丁目             | 世帯数  | 人口  |
| ---------------- | ------- | ----- |
| 蘇原瑞穂町一丁目 | 54世帯  | 113人 |
| 蘇原瑞穂町二丁目 | 34世帯  | 77人  |
| 蘇原瑞穂町三丁目 | 78世帯  | 176人 |
| 蘇原瑞穂町四丁目 | 21世帯  | 37人  |
| 蘇原瑞穂町五丁目 | 7世帯   | 18人  |
| 計               | 194世帯 | 421人 |

## 小・中学校の学区
市立小・中学校に通う場合、学区は以下の通りとなる。尚、蘇原瑞穂町の自治会は大島西自治会、大島中自治会、大島東自治会である。
| 番・番地等 | 小学校                   | 中学校               |
| ---------- | ------------------------ | -------------------- |
| 全域       | 各務原市立蘇原第一小学校 | 各務原市立蘇原中学校 |